# Dobromiru din Deal
Dobromiru din Deal es una localidad rumana de la comuna de Dobromir, en el condado de Constanța.

## Historia
Hacia comienzos del siglo XX la localidad, que ya por entonces pertenecía al condado de Constanța, formaba parte de la comuna de Dobromir y tenía contabilizada una población de 300 habitantes.
En la segunda mitad del siglo XX la localidad seguía perteneciendo a la comuna de Dobromir. En el censo de 2021 la localidad tenía una población de 307 habitantes.